# Wien Hadersdorf
Wien Hadersdorf egy ausztriai vasútállomás Bécs 14. kerületében, Penzingben.

## Forgalom
| Vonal | Útvonal |
| ----- | --- |
| S50   | Wien Westbahnhof – Wien Penzing – Wien Hütteldorf – Wien Wolf in der Au – Wien Hadersdorf – Wien Weidlingau – Unterpurkersdorf – Purkersdorf Zentrum – Unter Tullnerbach – Tullnerbach-Pressbaum – Pressbaum – Dürrwien – Rekawinkel – Neulengbach |

## Megközelítése közösségi közlekedéssel
- Autóbusz:  50B